# 1834.
◄ | 18. stoljeće | 19. stoljeće | 20. stoljeće | ►
◄ | 1800-ih | 1810-ih | 1820-ih | 1830-ih | 1840-ih | 1850-ih | 1860-ih | ►
◄◄ | ◄ | 1831. | 1832. | 1833. | 1834. | 1835. | 1836. | 1837. | ► | ►►
Arhitektura • Astronomija • Biologija • Glazba • Kazalište • Kemija • Kiparstvo • Knjige • Književnost • Kršćanstvo • Meteorologija • Medicina • Politika • Pravo • Promet • Slikarstvo • Šport • Znanost • Željeznički promet

## Događaji
- 25. lipnja – Enciklika Singulari nos.
- 4. listopada – Svečano otvorena nova kazališna zgrada na Gornjem gradu u Zagrebu.
- Dozvoljeno je izdavanje novina na hrvatskom jeziku

## Rođenja
- 6. veljače – Ema Pukšec, hrvatska operna pjevačica († 1889.)
- 15. ožujka – Giacomo Cusmano, talijanski blaženik († 1888.)
- 2. travnja – Paškal Buconjić, biskup mostarsko-duvanjski i apostolski upravitelj trebinjsko-mrkanski († 1910.)
- 24. travnja – Juraj Posilović, zagrebački nadbiskup († 1914.)
- 19. lipnja – Edgar Degas, francuski slikar, grafičar i kipar († 1917.)
- 22. kolovoza – Samuel Pierpont Langley, američki astrofizičar, pionir zrakoplovstva († 1906.)
- 20. studenoga – Franjo Kuhač, hrvatski etnomuzikolog i glazbeni povjesničar († 1911.)
- 7. prosinca – Baltazar Bogišić, hrvatski znanstvenik, pravni i povijesni pisac († 1908.)

## Smrti
- 7. travnja – Pedro I. Brazilski, brazilski car (* 1798.)
- 11. svibnja – Jožef Balant, slovenski nadbiskup i preporoditelj (* 1763.)
- 25. srpnja – Samuel Taylor Coleridge, engleski književnik (* 1772.)
- 9. studenog – Juri Cipot slovenski pisac i evangelički svećenik u Mađarskoj (* 1793./1794.?)

## Vanjske poveznice
|  | Zajednički poslužitelj ima još gradiva o temi 1834. |